# سولتیوو
سولتیوو (انگلیسی: Sultyevo) یک شهرک در شهرستان یانائولسکی استان باشقیرستان کشور روسیه است.